# Bengt Johansson (friidrottare)
Bengt Johansson, född 7 juli 1973 i Järfälla, är en svensk före detta släggkastare som kallades "Mys-Bengt". Han tävlade för först Turebergs FK och sedan Västerås FK.
Johansson har som längst kastat 76,32, vilket när det hände år 2001 förde honom in på en tredje plats genom alla tider i Sverige efter Tore Gustafsson (80,14) och Kjell Bystedt (78,64).
Bengt har vunnit släggkastningen på SM 7 gånger (2000-2006) och har varit given i finnkampslaget.
Vid VM i Edmonton 2001 slogs han ut i kvalet med resultatet 70,16 meter. Han deltog även vid EM 2002 i München, men slogs ut i kvalet (71,27).
Han utsågs 2003 till Stor grabb nummer 466 i friidrott.

## Resultatutveckling
- 1998: 73,29[17]
- 1999: 71,87[17]
- 2000: 75,62[17]
- 2001: 76,32[17]
- 2002: 76,05[17]
- 2003: 71,87[17]
- 2004: 72,66[17]
- 2005: 69,42[17]
- 2006: 70,96[17]
- 2007: 71,81[17]

## Personliga rekord
| Utomhus - Slägga – 76,32 (Magglingen, Schweiz 9 juni 2001) | Inomhus - Viktkastning – 20,23 (Nyköping 15 februari 2003) |